# Mỹ Hào (phường)
Mỹ Hào là một phường thuộc  tỉnh Hưng Yên, Việt Nam.

## Địa lý
Phường Mỹ Hào nằm ở phía đông bắc của tỉnh Hưng Yên, nằm cách trung tâm thủ đô Hà Nội khoảng 28 km về phía đông nam, cách trung tâm thành phố Hải Phòng khoảng 72 km, có vị trí địa lý:
- Phía đông giáp phường Thượng Hồng.
- Phía tây và tây nam lần lượt giáp xã Như Quỳnh và xã Nguyễn Văn Linh.
- Phía nam giáp phường Đường Hào.
- Phía bắc giáp xã Lạc Đạo và xã Đại Đồng.

## Lịch sử
Vùng đất Mỹ Hào được khai khẩn từ thời kỳ các vua Hùng dựng nước. Lúc bấy giờ, vùng đất này còn là những triền đất, gò đống do sông Hồng bồi tụ, nổi lên giữa đầm lầy cỏ lác và lau sậy, dân cư thưa thớt với nguồn sống chính là đánh bắt cá và sản xuất nông nghiệp.
Thời Văn Lang - Âu Lạc, vùng đất Mỹ Hào thuộc bộ Dương Tuyền (Thanh Tuyền). Theo "Đại Nam nhất thống chí", Thị xã Mỹ Hào ngày nay có tên là huyện Đường Hào từ cuối thời Bắc thuộc (thế kỉ IX - X).
Sau nhiều lần chia tách, đến năm 1885 (năm Đồng Khánh thứ nhất) vì kiêng từ húy nhà vua là Đường, triều đình nhà Nguyễn đổi tên huyện Đường Hào (khi đó thuộc Hải Dương) thành huyện Mỹ Hào.

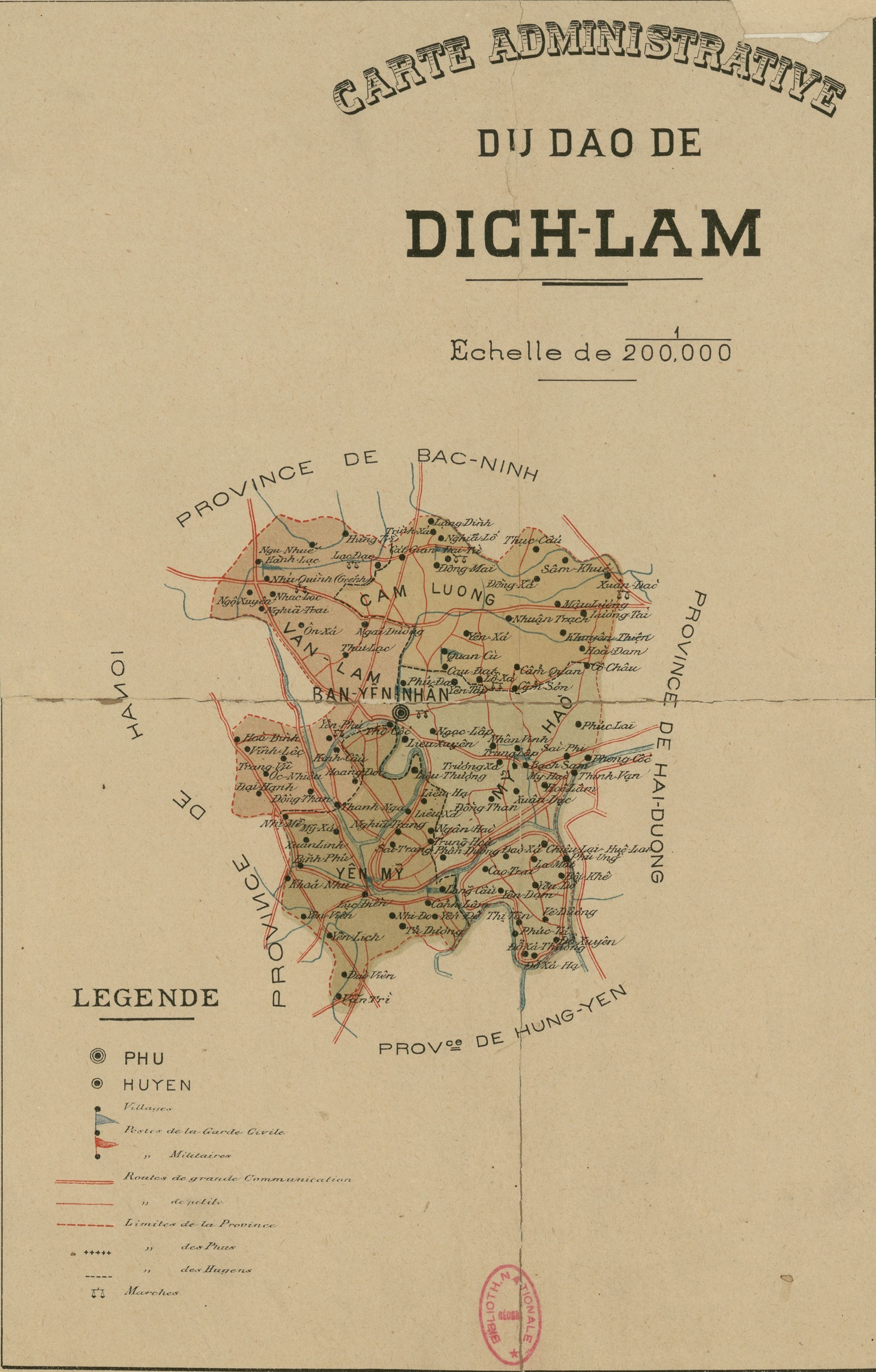
Bản đồ đạo Địch Lâm (Bãi Sậy) năm 1891

Ngày 25 tháng 2 năm 1890, toàn quyền Đông Dương ra nghị định thành lập đạo Bãi Sậy, bao gồm các phần đất được tách ra từ các tỉnh Bắc Ninh, Hưng Yên, Hải Dương. Đạo Bãi Sậy chia ra làm 4 huyện: Văn Lâm, Cẩm Lương, Yên Mỹ, Mỹ Hào, thủ phủ đặt ở Bần Yên Nhân (thuộc Mỹ Hào). Huyện Mỹ Hào gồm 4 tổng của huyện Đường Hào còn lại sau khi đã tách ra để thành lập huyện Yên Mỹ.
Năm Thành Thái thứ 3 (1891), toàn quyền Đông Dương ra Nghị định bãi bỏ đạo Bãi Sậy, đưa các huyện Văn Lâm, Yên Mỹ, Mỹ Hào của đạo này sáp nhập vào tỉnh Hưng Yên.
Sau Cách mạng tháng 8 năm 1945, sắp xếp lại các đơn vị hành chính cấp xã, xóa bỏ cấp tổng, đặt lại thành 14 xã và đến năm 1961 huyện Mỹ Hào còn 13 xã.
Ngày 26 tháng 1 năm 1968, theo Nghị quyết của Ủy ban thường vụ Quốc hội Việt Nam, hai tỉnh Hải Dương và Hưng Yên sáp nhập thành tỉnh Hải Hưng. Huyện Mỹ Hào thuộc tỉnh Hải Hưng.
Ngày 11 tháng 3 năm 1977, Hội đồng Chính phủ ra Quyết định số 58/CP hợp nhất một số huyện của tỉnh Hải Hưng. Theo đó, hai huyện Văn Lâm và Mỹ Hào hợp nhất thành huyện Văn Mỹ.
Ngày 24 tháng 3 năm 1979, Hội đồng Chính phủ ra Quyết định số 70/CP điều chỉnh lại địa giới của các huyện thuộc tỉnh Hải Hưng. Theo đó, huyện Văn Mỹ hợp nhất với 14 xã thuộc huyện Văn Yên thành một huyện lấy tên là Mỹ Văn.
Ngày 26 tháng 8 năm 1989, thành lập thị trấn Bần Yên Nhân thuộc huyện Mỹ Văn trên cơ sở giải thể xã Văn Phú.
Ngày 6 tháng 11 năm 1996, huyện Mỹ Văn thuộc tỉnh Hưng Yên vừa tái lập.
Ngày 1 tháng 9 năm 1999, huyện Mỹ Hào được tái lập theo Nghị định số 60/NĐ-CP của Chính phủ với diện tích tự nhiên 7.911 ha, gồm 13 đơn vị hành chính là thị trấn Bần Yên Nhân và 12 xã: Bạch Sam, Cẩm Xá, Dị Sử, Dương Quang, Hòa Phong, Hưng Long, Minh Đức, Ngọc Lâm, Nhân Hòa, Phan Đình Phùng, Phùng Chí Kiên, Xuân Dục.
Ngày 30 tháng 12 năm 2014, Bộ Xây dựng ban hành Quyết định số 1588/QĐ-BXD công nhận thị trấn Bần Yên Nhân mở rộng - đô thị Mỹ Hào (gồm thị trấn Bần Yên Nhân và 5 xã: Nhân Hòa, Dị Sử, Phùng Chí Kiên, Bạch Sam, Minh Đức và một phần xã Phan Đình Phùng) là đô thị loại IV.
Ngày 11 tháng 4 năm 2017, huyện Mỹ Hào được công nhận là đô thị loại IV.
Ngày 13 tháng 3 năm 2019, Ủy ban Thường vụ Quốc hội ban hành Nghị quyết số 656/NQ-UBTVQH14 (nghị quyết có hiệu lực từ ngày 1 tháng 5 năm 2019). Theo đó:
- Thành lập thị xã Mỹ Hào trên cơ sở toàn bộ diện tích và dân số của huyện Mỹ Hào
- Chuyển thị trấn Bần Yên Nhân và 6 xã: Dị Sử, Nhân Hòa, Phùng Chí Kiên, Bạch Sam, Minh Đức, Phan Đình Phùng thành 7 phường có tên tương ứng.

Ngày 16 tháng 6 năm 2025, Ủy ban Thường vụ Quốc hội ban hành Nghị quyết số 1666/NQ-UBTVQH15 về việc sắp xếp các đơn vị hành chính cấp xã của tỉnh Hưng Yên năm 2025. Theo đó, sắp xếp toàn bộ diện tích tự nhiên, quy mộ dân số của các phường Bần Yên Nhân, Nhân Hòa, Phan Đình Phùng và xã Cẩm Xá thành phường mới có tên gọi là phường Mỹ Hào.